# 4480 Нікітіботанія
4480 Нікітіботанія (4480 Nikitibotania) — астероїд головного поясу, відкритий 24 серпня 1985 року.
Тіссеранів параметр щодо Юпітера — 3,485.